# Bauhaus (Push the Beat)
Bauhaus (Push The Beat) è il singolo d'esordio dei Cappella.
Il disco raggiunse la posizione numero 60 nel Regno Unito.

## Tracce
12" Maxi 
1. Bauhaus – 7:50
2. Bauhaus (Sax Mix) – 6:55

Durata totale: 14:45